# Cassagne (Górna Garonna)
Cassagne – miejscowość i gmina we Francji, w regionie Oksytania, w departamencie Górna Garonna.
Według danych na rok 1990 gminę zamieszkiwało 618 osób, a gęstość zaludnienia wynosiła 56 osób/km² (wśród 3020 gmin regionu Midi-Pireneje Cassagne plasuje się na 509. miejscu pod względem liczby ludności, natomiast pod względem powierzchni na miejscu 1015.).